# Claus Meyer
Claus Meyer Nielsen (født 27. december 1963 i Nykøbing Falster) er en dansk selvlært tv-kok, kogebogsforfatter, og virksomhedsejer. Meyer blev kendt som tv-kok i Meyers Køkken og har siden været med til at oprette en lang række virksomheder heriblandt Meyers Madhus, Meyers Deli og Meyers Bageri, og han er medgrundlægger samt investor i michelinrestauranten Noma. Han er blevet en af Danmarks mest kendte gastronomiske iværksættere.
Han har grundlagt cateringfirmaet Meyers Køkken og Meyers, der leverer mad til kantiner i danske virksomheder og driver Meyers Bageri. Efter en britisk investeringsfond opkøbte både Løgismose og Meyers blev de slået sammen til Løgismose Meyers.

## Karriere
Claus Meyer tog studentereksamen i 1983 på Nykøbing Katedralskole. Efter at have arbejdet et år som au pair i Frankrig studerede han ved Handelshøjskolen i København og blev uddannet som cand.merc. international i 1991. Hans speciale var om opstart og udvikling af virksomheder. Claus Meyer er ikke uddannet kok.
I en større offentlighed blev han kendt som tv-kok i programmet Meyers Køkken på DR1 i perioden 1991-99. I 2007 var han igen tv-kok i programmet Mad i Norden - Smag på Danmark på DR1.
Claus Meyer har været involveret i en lang række virksomheder, som f.eks. Meyers Mad ud af Huset, Chokolade-Compagniet, Meyers Madhus, Meyer & Tingstrøm personalerestauranter, Frugt fra Lilleø og Nørrebro Bryghus. Han er medgrundlægger og investor i gourmetrestauranten Noma, på Christianshavn, der er blevet anerkendt med to stjerner fra Michelin-guiden. Denne restaurant har taget udgangspunkt i det nordiske køkken. Rene Redzepi er køkkenchef og medejer af Noma. Endvidere driver Meyer Meyers deli på Gl. Kongevej og i Magasin du Nord på Kongens Nytorv.
Han har udgivet en lang række kogebøger og har gennem foredrag og deltagelse i den offentlige debat advokeret for mere opmærksomhed på madkvalitet samt en forbedring af denne. Han har flere gange samarbejdet med madhistoriker og præsident for Det Danske Gastronomiske Akademi Bi Skaarup. Claus Meyer er ligeledes medlem af Det Danske Gastronomiske Akademi siden 1992.
Claus Meyer blev i 2005 ekstern lektor ved Institut for fødevarevidenskab, KVL og i 2006 udnævnt som adjungeret professor i tilknytning til forskningsområdet inden for molekylær gastronomi samme sted. Dette på trods af at han hverken har uddannelse i naturvidenskab, eller er uddannet kok.
I 2011 lavede han programmet Restaurant bag Tremmer, hvor han oplærte indsatte i Vridsløselille Statsfængsel i at lave mad for at rehabilitere dem. Programmet høstede megen kritik, fordi han ansatte voldsdømte, og visse medier hævdede at han ødelagde de indsattes jobchancer. Et offer for en af de voldsdømte skrev en kronik i Politiken under titlen "Får offeret også en chance til?", som blev meget omtalt og diskuteret på de sociale medier. Meyer svarede offerets kronik, og begrundede sit valg med, at han ønskede at forhindre ny kriminalitet. Projektet kostede 11,2 mio. kr. fra det offentlige og TrygFonden bidrog med yderligere ca. 8 mio. kr. Af 160 indsatte havde 90 ikke gennemført forløbet, 43 var færdige og 27 stadig i gang i august 2014. I en analyse udført for Dagbladet Børsen blev det konkluderet at det havde påvirket hans PR-værdi negativt under mediestormen.
Han er medgrundlægger og medejer i restauranten Noma, som 26. april 2010 modtog prisen som verdens bedste restaurant.
Noma havde et udbrud af norovirus, hvor 63 mennesker blev syge efter at have spist på restauranten. På trods af dette, har restauranten vundet hæder sidenhen. Noma har desuden været kritiseret fordi mange ansatte arbejder gratis på restauranten, hvor et måltid koster flere tusinde kroner. En artikel kunne således fortælle, at 2 ud af 3 kokke arbejder gratis på Noma, samt at de primært benytter sig af udenlandsk gratis arbejdskraft.
Meyer stammer oprindeligt fra Nykøbing Falster og han er i dag engageret i flere projekter på Lolland-Falster som Frugt fra Lilleø på Lilleø nord for Lolland, Hotel Saxkjøbing i Sakskøbing og Sydhavsøernes Frugtfestival. Han har også siddet i bestyrelsen for Lolland Falster Alliancen fra 2007-2008.
Sammen med Carl Jones og kokken Erwin Lauterbach købte Meyer Hotel Saxkjøbing i 2006 med plan om at genåbne restauranten med fokus på lokale råvarer. Jones solgte sin andel til Meyer og Lauterbach ved årsskiftet 2008/2009, og Lauterbach forlod stedet i november 2009, og Meyer var derfor eneejer frem til, Ebbe Frahm blev medejer af i 2010. I 2011 gav hotellet et underskud på 1,9 mio. kr.. 2016 regnskabet viser et underskud på 2,8 mio. kr. og en negativ egenkapital på 6,3 mio. kr.[kilde mangler]
I 2012 medvirkede han i musikvideoen til sangen "Hvad Der Sker Her" med Nik & Ras. Sangen var et indslag til Zulu Comedy Galla og en opfølger til det foregående års "Fugt i Fundamentet". I videoen gnaver Meyer på et stykke Jaka bov. Sangen solgte efterfølgende guld. I marts måned samme år modtog han massiv kritik for dårlige arbejdsforhold i Meyers Bageri, fordi de bl.a. ikke fik løn under lange møder og manglende pauser. Den administrerende direktør Tage Nielsen afviste i første omgange kritikken, men få dage efter beklagede Meyer forholdende i talkshowet Clement Direkte og lovede at undersøge sagen nærmere.
Sammen med kokken Torsten Vildgaard åbnede Meyer i 2013 restauranten Studio i Gammelholm Toldkammer i København. Allerede fem måneder senere modtog restauranten en michelinstjerne.
I 2014 solgte han sin virksomhed Meyer til den britiske kapitalfond IK Investment Partners. Fonden købte samtidig en anden gourmetvirksomhed, Løgismose, og den samlede pris for de to firmaer var omkring 700 mio. kr. En tredjedel af købsbeløbel lader Meyer og Løgismosees direktør Jacob Grønlykke være i den nye fælles virksomhed, og de får begge 20 % ejerskab. Det nye firma fik navn Løgismose Meyers.
I sommeren 2016 åbnede Meyer restaurant Agern på Grand Central Terminal. I november samme år blev det meddelt, at Agern havde modtaget en michelinstjerne blot seks måneder efter åbningen.

## Privat
Desuden er Claus Meyer gift med Christina Meyer Bengtsson, og sammen har de tre børn. I fritiden spiller han tennis og badminton.

## Hæder
| - 1994 Grøntsagsprisen - 1995 Kaffeprisen - 2000 Landbrugets Kulturpris - 2004 Årets Frugtavler, for etableringen af Frugt fra Lilleø - 2006 Danske Ølentusiasters Ølpris - 2007 HBH Fondens Markedsføringspris - 2009 Ejler Jørgensen Prisen - 2010 Årtiets Københavner af AOK | - 2010 Meyers Deli vinder Byens Bedste Deli - 2010 Meyer Kantiner vinder Kantineprisen 2010 - 2010 Årets Ejerleder i Region Hovedstaden for Meyer Kantiner - 2010 20. september Ridder af Dannebrog - 2011 Årets Æreshåndværker - 2013 Meyer Kantiner vinder Kantineprisen 2013 - 2017 Æresalumne, Copenhagen Business School |  |